# Vancouver Surge
Pour ligue compétitive, voir Call of Duty League.
Vancouver Surge, anciennement Seattle Surge, est une équipe professionnelle d'esport de la Call of Duty League basée à Vancouver, en Colombie-Britannique, au Canada.
Représentant la structure esport Luminosity Gaming (en), les Surge sont détenus et exploités par Aquilini Group (en), Enthusiast Gaming et Canucks Sports & Entertainment (en).

## Histoire

### Seattle Surge (2019 - 2024)
À la suite de la création de Surge en 2019, la ville de Seattle est entré dans la Call of Duty League (CDL) pour la saison inaugurale de 2020. La nouvelle franchise est alors détenue par Aquilini Investment Group (en) et Enthusiast Gaming, la société mère de Luminosity Gaming (en). La première équipe de départ est composée de Damon « Karma » Barlow, Sam « Octane » Larew, Bryan « Apathy » Zhelyazkov , EnableIan « Enable » Wyatt et Josiah « Slacked » Berry, tous entraînés par Joey « Nubzy » DiGiacomo,.
Tout au long des deux saisons de la CDL auxquels Surge participe (sur Modern Warfare puis Black Ops: Cold War), l'équipe n'obtient pas de bons résultats lors des matchs de ligue et termine à la dernière place des play-offs de la saison 2020 de la Call of Duty League (en).
L'équipe subi plusieurs changements d'effectif au cours des saisons 2020 et 2021, dont l'acquisition des joueurs Casey « Pandur » Romano et Nicholas « Proto » Maldonado en 2020 et un changement radical d'effectif en 2021. L'équipe est alors composée d'Octane, Classic, Gunless, Prestinni et Loony. Jacob « Decemate » Cato fait également une apparition dans l'équipe, mais seulement pour une courte période, étant libéré par les Surge seulement quinze jours après sa signature. Malgré ces changements, Seattle réalise une autre saison décevante lors des en matchs de saison régulière de la saison 2021 (en). Cela conduit à la libération de l'ensemble des contrats de son effectif, y compris le poste d'entraîneur.
En septembre 2021, l'organisation annonce l'acquisition du vétéran Lamar « Accuracy » Abedi ainsi que de Daunte « Sib » Gray, Amer « Pred » Zulbeari et Makenzie « Mack » Kelley. Elle nomme également Sam « Fenix » Spencer comme nouvel entraîneur et Brandon « Novus » Hewitt comme nouveau directeur général.
Lors de la première LAN officiel de la ligue de la saison 2022 (en) sur le nouveau jeu Call of Duty: Vanguard, les Seattle Surge prennent la 2e place du Kickoff Classic 2022, perdant 3-1 lors de la grande finale contre les Toronto Ultra. Ils remportent également un match contre les champions du monde 2021 Atlanta FaZe, et batte l'équipe expérimentée des New York Subliners.
Seattle Surge finit par remporter le Major 3 de la saison 2022 après une victoire contre Atlanta Faze. C'est la première victoire en tournoi de la franchise.
En cette fin de saison 2022, Amer « Pred » Zulbeari obtient le titre de rookie de l'année et fait également partie de la 1st Team All Star. Daunte « Sib » Gray, quant à lui, fait partie de la 2nd Team All Star.

### Vancouver Surge (2024 - présent)
Le 11 août 2024, l'équipe est renommée Vancouver Surge pour se rapprocher de la maison mère Aquilini Group, notamment propriétaire des Canucks de Vancouver, une équipe de hockey sur glace de Ligue nationale de hockey.

## Équipe actuelle
| Nat. | Pseudo | Nom             | Rôle   | Date d'entrée   |
| ---- | ------ | --------------- | ------ | --------------- |
|      | 04     | Jovan Rodriguez | Joueur | 11 août 2024    |
|      | Abuzah | Jordan François | Joueur | 11 août 2024    |
|      | Hicksy | Charlie Hicks   | Joueur | 31 octobre 2024 |
|      | Nastie | Byron Plumridge | Joueur | 31 octobre 2024 |

|  | Rambo | Raymond Lussier | Entraîneur | 11 août 2024 |

## Palmarès et résultats

### Aperçu des saisons
| Saison    | Saison régulière | Saison régulière | Saison régulière | Saison régulière | Saison régulière | Saison régulière | Saison régulière | Rang | Play-offs                                                                     | Note                        |
| Saison    | J                | G                | P                | %G               | MG               | ML               | %MG              | Rang | Play-offs                                                                     | Note                        |
| --------- | ---------------- | ---------------- | ---------------- | ---------------- | ---------------- | ---------------- | ---------------- | ---- | ----------------------------------------------------------------------------- | --------------------------- |
| 2020 (en) | 21               | 5                | 16               | 23,8%            | 32               | 53               | 37,6%            | 11e  | 11e-12e ; défaite 0-3 face à Paris Légion au premier tour des loser bracket   | En tant que Seattle Surge   |
| 2021 (en) | 36               | 11               | 25               | 30,6%            | 56               | 85               | 39,7%            | 9e   | Ne s'est pas qualifié                                                         | En tant que Seattle Surge   |
| 2022 (en) | 30               | 15               | 15               | 50,0%            | 65               | 62               | 51,2%            | 5e   | 3e, défaite 1-3 face aux Atlanta FaZe en finale des loser bracket             | En tant que Seattle Surge   |
| 2023 (en) | 39               | 18               | 21               | 46,2%            | 75               | 80               | 48,4%            | 8e   | 4e, défaite 1-3 face aux Atlanta FaZe au 3e tour des loser bracket            | En tant que Seattle Surge   |
| 2024 (en) | 40               | 16               | 24               | 40,0%            | 70               | 90               | 43,8%            | 5e   | 7e-8e, défaite 2-3 face aux Miami Heretics au premier tour des loser brackets | En tant que Seattle Surge   |
| 2025      | 43               | 25               | 18               | 58,1%            | 94               | 84               | 52,8%            | 4e   | 2e, défaite en finale 3-5 face à OpTic Texas                                  | En tant que Vancouver Surge |

### Victoires dans les principaux tournois
| Date        | Prix      | Événement                               | Effectif                      |
| ----------- | --------- | --------------------------------------- | ----------------------------- |
| 5 juin 2022 | 200 000 $ | Call of Duty League 2022 (en) - Major 3 | Précision • Mack • Sib • Pred |

### Réalisations individuelles

#### Rookie of the year
- 2022 : Amer « Pred » Zulbeari

#### 1stTeam All Star
- 2022 : Amer « Pred » Zulbeari

#### 2ndTeam All Star
- 2022 : Daunte « Sib » Gray
- 2023 : Amer « Pred » Zulbeari